# Mark Messier
Mark Douglas Messier (nacido el 18 de enero de 1961) es un centro de hockey sobre hielo profesional jubilado de Canadá y antiguo asistente especial del presidente y director general de los New York Rangers. Jugó en la Liga Nacional de Hockey (NHL) desde 1979 hasta 2004. Jugó para los Edmonton Oilers, New York Rangers y Vancouver Canucks. También jugó en la Asociación Mundial de Hockey (WHA). Fue apodado "El Alce" por su agresividad y fuerza.
Es considerado uno de los mejores jugadores de la NHL de todos los tiempos que no pudo ganar una medalla olímpica. Messier ocupa el segundo lugar en las listas de carreras de todos los tiempos por puntos de temporada regular (1887), puntos de playoff (295) y partidos de temporada regular jugados (1756). Durante su carrera, fue capaz de ganar seis Copas Stanley, ganando cinco veces los Oilers y una vez con los Rangers. Es el único jugador que ha capitaneado dos equipos profesionales diferentes en campeonatos. Durante su estancia en Nueva York, fue apodado "El Mesías" por su liderazgo en los playoffs, lo que ayudó a poner fin a una sequía de 54 años en la Copa Stanley en 1994. Ha ganado dos veces el Trofeo Hart, en 1990 y 1992. Messier es sólo uno de los dos jugadores (el otro es Wayne Gretzky) que han ganado el Trofeo Hart con más de un equipo. También fue ganador del Conn Smythe Trophy como el jugador más valioso durante los playoffs de 1984. Fue nombrado como All-Star de la NHL 15 veces durante su carrera y fue admitido en el Salón de la Fama del Hockey el 12 de noviembre de 2007.